# Никола Обретенов
Никола Тихов Обретенов е български националреволюционер, деец на БРЦК, ВРО и Гюргевски революционен комитет. Участник в четата на Христо Ботев.

## Биография

### Семейство и ранни години
Никола Обретенов е роден на 28 май 1849 г. в град Русе. Семейството е на Тихо Обретенов (заможен и просветен за времето си българин, който е обсъждал „народните български дела“ с Раковски) и на прочутата баба Тонка. Има четирима братя и две сестри. Всичките са неразривно свързани с националноосвободителните борби на българския народ. Братята му Ангел Обретенов и Петър Обретенов са четници в четата на Хаджи Димитър и Стефан Караджа. По-малкия му брат Георги е убит като четник в Сливенската чета на Стоил войвода (1876).
Още като ученик в Главното класно училище, участва в изгонването от Русчук на гръцкия владика Синесий Червенски (януари 1863). Завършва образованието си през 1864 г. През есента на същата година отива при баща си в Исакча в Добруджа (дн. в Румъния), където основават първото българско училище, просъществувало до март 1866 г.

### Революционна дейност
От месец ноември 1867 г. е библиотекар и член на настоятелството на Русенското читалище „Зора“. Основано е от Драган Цанков и по-интелигентни русенски граждани (1866). Читалището е една от тайните квартири на (БРЦК). На 7 юни 1871 г. е поканен от Христо Иванов (Големия), да се включи в революционната борба, като куриер между България и БРЦК в Букурещ. На 29 юни 1871 г. отива в Букурещ да представи препоръките си на председателя на БРЦК Любен Каравелов. Заедно с Димитър Горов от Гюргево разработват нелегален канал Букурещ-Гюргево-Русе, за пренасяне на поща, печатни материали и оръжие.
Следвайки разпорежданията на Любен Каравелов и препоръките на Ангел Кънчев, Никола Обретенов, Тома Кърджиев и Ради Иванов основават Русенския частен революционен комитет на ВРО. Учредителното заседание на комитета е на 10 декември 1871 г., в къщата на майката на Никола Обретанов - баба Тонка Обретенова. По-късно в комитета са приети Георги Икономов, Ганчо Карамаждраков, Иларион Драгостинов, Никола Сакиларов, Захари Стоянов, Никола Табаков и много други.
От 29 април до 4 май 1872 г. е делегат на събранието в Букурещ (участват 25 души, представители на частните революционни комитети от България и Влашко). Приемат новият устав на БРЦК, преизбират Любен Каравелов за председател на комитета в Букурещ, и упълномощават Васил Левски да образува Привременно правителство в Българско, където намери за добре.
Към края на юни 1872 г. по разработения нелегален канал, с помощта на баба Тонка Обретенова, Петрана Обретенова, Тодорка Миразчиева и Наталия Каравелова пренасят напечатаните устави, квитанции и други материали, униформата, сабята и пушката на Васил Левски.
През 1873 г. се запознава със Стефан Стамболов, който изразява желание да се включи в борбата като заместник на Васил Левски.
Между 20 – 21 август 1874 г. участва в заседанието на БРЦК в Букурещ, което преизбира за председател на комитета Любен Каравелов, за секретар Христо Ботев и утвърждава Стефан Стамболов като главен апостол в България (заместник на Васил Левски).
През август 1875 г. участва в заседанията на БРЦК, вече под председателството на Христо Ботев. Взето е решение за въстание в България около средата на септември 1875 г. Страната е разделена на революционни окръзи: Русенско-Шуменски (включващ Варна и Разград с апостол, Никола Обретенов), Старозагорски (апостол Стефан Стамболов), Търновски (с апостол Михаил Сарафов), Сливенски (с апостол Таню Стоянов) и Ловешко-Троянски (с апостол Стоян Драгнев). На Стоян Заимов е поставена задача да подпали Цариград, на Христо Ботев да доведе Филип Тотю от Одеса, и на Панайот Хитов да води преговори с Белград.
До избухването на Старозагорското въстание на 16 септември 1875 г. участва дейно в подготовката на Червеноводска въстаническа чета, и на населението в близките до Червена вода села: Ново село, Щръклево, Липник, Гагаля, Иваново, Кушово, Шикорово, Табачка и др. След потушаването на въстанието, вследствие на предателството на Андрей Момчев са заловени повече от 1000 души. На 27 септември 1875 г. се укрива в дома на драгомана на Руското консулство Карамихайлов, който организира бягството му в Румъния.
През септември 1875 г. Никола Обретенов и Стоян Заимов, са настанени от Димитър Горов, в една квартира в Гюргево, която наричат „Казармата“. През октомври към тях се присъединяват Панайот Волов, завърналите се от Цариград, Георги Бенковски и Иваница Данчев, и Христо Караминков. Към края на месец октомври от Букурещ идват Стефан Стамболов и Иларион Драгостинов.
Към средата на ноември 1875 г. е създаден и започва да заседава Гюргевският революционен комитет под председателството на Стефан Стамболов. За секретар е определен Стоян Заимов, а членове са: Панайот Волов, Никола Обретенов, Иларион Драгостинов, Христо Караминков, Георги Апостолов, Никола Славков, Георги Бенковски, Георги Икономов, Георги Обретенов и Георги Измирлиев.
Заседанията продължават до 25 декември 1875 г. Решено е да бъде подготвено въстание, което да избухне на 11 май 1876 г. За целта страната е разделена на четири революционни окръга: I Търновски (с апостоли Стефан Стамболов, Георги Измирлиев, Христо Караминков, Христо Иванов-Големия и др.), II Сливенски (с апостоли Иларион Драгостинов, Георги Икономов, Георги Обретенов и Стоил Войвода), III Врачански (с апостоли Стоян Заимов и Георги Апостолов) и IV Пловдивски (с апостоли Панайот Волов, Георги Бенковски, Захари Стоянов, Тодор Каблешков и др.). Според Никола Обретенов има и Софийски окръг (с апостоли Никола Обретенов и Никола Славков).
В началото на 1876 г. „апостолите“ се отправят към определените им революционни окръзи. На 24 януари 1876 г. Никола Обретенов и Георги Апостолов преминават река Дунав при Оряхово и се отправят към Враца.

### Ботевата чета
Във Враца отчитайки обстановката, решават Никола Обретенов и Георги Апостолов да се върнат в Румъния, за да купят оръжие и при избухване на въстанието да го донесат с чета във Враца. С помощта на Крайовския частен революционен комитет закупуват оръжие и муниции, а големият родолюбец Христо Ботев пламенно се заема с организирането на четата.
На 17 май 1876 г. Никола Обретенов с четата водена от Христо Ботев слиза от парахода „Радецки“ на Козлодуйския бряг, където четниците целувайки родната земя се заклеват пред знамето, изработено от сестра му Петрана Обретенова.
Участва във всички битки на четата. Непосредствен свидетел на смъртта на Христо Ботев на 20 май 1876 г.
След един месец изпълнен със сражения, скитане и глад из неприветливата планина, на 17 юни заедно с другарите си Сава Пенев, Димитър Тодоров Димитрото и Стоян Ловчалията са предадени и заловени от потеря в „Балювия хан“ близо до с. Шипково, Троянско.
Съдът в Търново ги осъжда на смърт. Присъдата не е подписана и осъдените са изправени пред извънреден съд в Русе. Отново ги осъждат на смърт чрез обесване. Никола Обретенов и Стоян Заимов са разкарвани из целия град с присъдата, окачена на шиите им. По заповед на султана присъдата е заменена с вечно заточение в Мала Азия.
На 2 юли 1876 г. в крепостта Сен Жан д'Акр се среща с брат си Ангел, заточен 8 години преди това за участието си в четата на Хаджи Димитър и Стефан Караджа.
Освободен по силата на капитулациите към Санстефанския мирен договор през 1878 г. и се завръща в освободеното си отечество.

### След Освобождението
Никола Обретенов активно участва в строителството на съвременна България. Членува в либералната, а по-късно в народно-либералната партия, продължавайки сътрудничеството си със Стефан Стамболов. По време на Регентството е околийски управител в Тутракан. През февруари 1887 е назначен за окръжен управител на Силистра, за да се справи със съзаклятието на местните русофили. Уволнява няколко уличени чиновници и интернира част от заподозрените, но не успява да предотврати бунта на офицерите, които го поставят под домашен арест. През 1890 е окръжен управител на Русе. Към 24 март 1896 г. срещу него има влязла в сила присъда за злоупотреба със служебно положение.
През 1907 г. е избран за народен представител и кмет на Русе. На 3 юни 1927 г., като член на нарочна комисия установява точното място на гибелта на поета-революционер Христо Ботев, за което е съставен протокол.
Навършил 90-годишна възраст, умира на 10 октомври 1939 г. в Русе, няколко дни преди официалното честване на юбилея му от русенското гражданство.
Цитат от прощалното писмо, което пише до майка си преди заминаването му с Ботевата чета:
„А ти, мамо, недей престава никога да се трудиш за народа си, не се страхувайте от нищо и от никого... За слава никога не гледайте, а за чест и правда – то е най-светото нещо на този свят.“
Никола Обретенов е автор на много статии в периодичния печат и на книгата „Спомени за българските въстания“, излязла след смъртта му под редакцията на академик Михаил Арнаудов.

## Семейство
Никола Тихов Обретенов се жени за учителката Димитра Димитрова Обретенова, родена на 2 април 1867г. в Плевен. Дъщеря им Тонка Просеничкова е родена на 8 декември 1885 г. в Тутракан. Тя е разстреляна без съд от комунистите на 3 ноември 1944 година в местността Болюв дол край Русе, заедно със съпруга си Нико Просеничков, бивш директор на русенската гимназия, а дъщеря им Лиляна е изпратена в концентрационен лагер.

## Памет
На Никола Обретенов е наречена улица в квартал „Люлин“ в София (Карта).